# 系统管理模式
系统管理模式（System Management mode）（以下简称SMM）是Intel在80386SL之后引入x86体系结构的一种CPU的执行模式。系统管理模式只能通过系统管理中断（System Management Interrupt, SMI）进入，并只能通过执行RSM指令退出。SMM模式对操作系统透明，换句话说，操作系统根本不知道系统何时进入SMM模式，也无法感知SMM模式曾经执行过。为了实现SMM，Intel在其CPU上新增了一个引脚SMI# Pin，当这个引脚上为高电平的时候，CPU会进入该模式。在SMM模式下一切被都屏蔽，包括所有的中断。SMM模式下的执行的程序被称作SMM处理程序，所有的SMM处理程序只能在称作系统管理内存（System Management RAM,SMRAM）的空间内运行。可以通过设置SMBASE的寄存器来设置SMRAM的空间。SMM处理程序只能由系统固件（如BIOS或UEFI）实现。

## SMM程式
- ACPI[1]
- SMBIOS
- 舊式隨插即用（英语：Legacy PnP）（已被ACPI取代）
- 多處理器規範（已被ACPI取代）
- 進階電源管理（已被ACPI取代）
- 在真實模式中將USB鍵盤、USB滑鼠類比為PS/2介面（即「Legacy USB」）。
- TPM管理
- LPCIO電源管理（Super I/O，嵌入式控制器或IPMI）